# U-577
| U-577                      | U-577                                                          | U-577                                                          |
| -------------------------- | -------------------------------------------------------------- | -------------------------------------------------------------- |
|                            |                                                                |                                                                |
|                            |                                                                |                                                                |
|                            |                                                                |                                                                |
| Під прапором               | Третій рейх                                                    | Третій рейх                                                    |
| Спуск на воду              | 15 травня 1941 року                                            | 15 травня 1941 року                                            |
| Виведений зі складу флоту  | 15 січня 1942 року                                             | 15 січня 1942 року                                             |
| Сучасний статус            | затоплений                                                     | затоплений                                                     |
| Проєкт                     |                                                                |                                                                |
| Тип ПЧ                     | Торпедний ДПЧ=                                                 | Торпедний ДПЧ=                                                 |
| Основні характеристики     |                                                                |                                                                |
| Швидкість (надводна)       | 17,7 вузлів                                                    | 17,7 вузлів                                                    |
| Швидкість (підводна)       | 7,6 вузлів                                                     | 7,6 вузлів                                                     |
| Робоча глибина занурення   | 100 м                                                          | 100 м                                                          |
| Гранична глибина занурення | 220 м                                                          | 220 м                                                          |
| Екіпаж                     | 44 осіб                                                        | 44 осіб                                                        |
| Розміри                    |                                                                |                                                                |
| Довжина найбільша (по КВЛ) | 67,1 м                                                         | 67,1 м                                                         |
| Ширина корпусу найб.       | 6,2 м                                                          | 6,2 м                                                          |
| Висота                     | 9,6 м                                                          | 9,6 м                                                          |
| Середня осадка (по КВЛ)    | 4,70 м                                                         | 4,70 м                                                         |
| Водотоннажність надводна   | 769 т                                                          | 769 т                                                          |
| Озброєння                  |                                                                |                                                                |
| Артилерія                  | одна палубна гармата калібру 88-мм, одна 20-мм зенітна гармата | одна палубна гармата калібру 88-мм, одна 20-мм зенітна гармата |
| Торпедно- мінне озброєння  | 4 носових і один кормовий ТА. 14 торпед або 26 мін             | 4 носових і один кормовий ТА. 14 торпед або 26 мін             |

U-577 — німецький підводний човен типу VIIC, часів  Другої світової війни.
Замовлення на будівництво човна було віддане 8 січня 1940 року. Човен був закладений на верфі суднобудівної компанії «Blohm + Voss» у Гамбурзі 1 серпня 1940 року під будівельним номером 553, спущений на воду 15 травня 1941 року, 3 липня 1941 року увійшов до складу 7-ї флотилії. Також за час служби перебував у складі 29-ї флотилії. Єдиним командиром човна був корветтен-капітан Герберт Шауенбург.
Човен зробив 3 бойових походи, в яких не потопив та не пошкодив жодного судна.
Потоплений 15 січня 1942 року в Середземному морі північно-західніше Мерса-Матрух (32°40′ пн. ш. 25°48′ сх. д. / 32.667° пн. ш. 25.800° сх. д.) глибинними бомбами британського бомбардувальника «Свордфіш». Всі 43 члени екіпажу загинули.